# Універсальні десантні кораблі типу «Тарава»
Універсальні десантні кораблі класу «Тарава» — клас універсальних десантних кораблів, збудованих для потреб ВМС США в 1970-х роках.

## Будівництво
Універсальні десантні кораблі класу «Тарава» були розроблені на замовлення командування ВМС США. Контракт на будівництво серії з 5 кораблів був укладений 1 травня 1969 року. Будівництво кораблів велося в 1971—1978 рр. Будівництво виконала одна із найбільших суднобудівних компаній США Ingalls Shipbuilding на верфях JNGALLS West м. Паскагула (штат Міссісіпі).

## Військово-технічна характеристика
Універсальні десантні кораблі класу «Тарава» мають такі основні тактико-технічні дані: повна водотоннажність 39 300 т .; довжина 237,8 м, ширина 32,3 м, осадка 8,5 м; потужність енергетичної установки 70000 к. с .; найбільша швидкість ходу 24 вузла, повна 20 вузлів, економічна 18 вузлів; дальність плавання при швидкості ходу 20 вузлів 11000 миль; озброєння — система ЗУРО «Сі Спарроу», три 127-мм універсальні артустановки і шість 20-мм автоматів. Екіпаж 840 осіб. Десантомісткість корабля: 1924 морських піхотинця, 30-39 вертольотів, чотири танкодесантних катери класу LCU, шість десантних катерів класу LCM-6, чотири піхотної-десантних катери класу LCPL. За рахунок зменшення числа вертольотів кораблі можуть приймати на борт літаки «Харрієр».

## Кораблі
| Назва       | Номер | Закладений        | Спущений          | Взятий на озброєння | Списаний        | Статус                        | Зображення |
| ----------- | ----- | ----------------- | ----------------- | ------------------- | --------------- | ----------------------------- | ---------- |
| «Тарава»    | LHA-1 | 15 листопада 1971 | 1 грудня 1973     | 29 травня 1976      | 31 березня 2009 | В резерві                     |            |
| «Сайпан»    | LHA-2 | 21 липня 1972     | 18 липня 1974     | 15 жовтня 1977      | 25 квітня 2007  | Продано на брухт              |            |
| «Белло Вуд» | LHA-3 | 5 березня 1973    | 11 квітня 1977    | 23 вересня 1978     | 28 жовтня 2005  | 13 липня 2006 року потоплений |            |
| «Нассау»    | LHA-4 | 13 серпня 1973    | 21 січня 1978     | 28 липня 1979       | 31 березня 2011 | В резерві                     |            |
| «Пелелю»    | LHA-5 | 12 листопада 1976 | 25 листопада 1978 | 3 травня 1980       | –               | в строю                       |            |